# دونگووو
دونگووو (به بلغاری: Dungovo) یک منطقهٔ مسکونی در بلغارستان است که در شهرستان کاردژالی واقع شده‌است.